# Damien Moore
Damien Moore (sinh ngày 26 tháng 4 năm 1980) là một chính khách của đảng Bảo thủ Anh. Ông là Thành viên Quốc hội (MP) cho Southport và một cựu Ủy viên Hội đồng thành phố Preston. Ông được bầu trong tổng tuyển cử năm 2017 với đa số 2.914 phiếu bầu, ngồi vào vị trí trước đây do đảng Dân chủ Tự do John Pugh nắm giữ cho đến khi nghỉ hưu.

## Tuổi thơ và giáo dục
Moore được sinh ra tại Workington ở Cumbria. Ông học lịch sử tại Đại học Central Lancashire. Sau khi tốt nghiệp, anh làm việc trong nhiều vai trò khác nhau trong lĩnh vực bán lẻ, được thăng chức làm quản lý bán lẻ cho Asda.
Lần đầu tiên ông được bầu làm ủy viên hội đồng đảng bảo thủ trong Hội đồng thành phố Preston vào ngày 3 tháng 5 năm 2010 cho Greyfriars Ward. Mặc dù tỷ lệ phiếu bầu cho đảng Bảo thủ đã giảm, ông đã giành được đa số lớn.  Ông đã được bầu lại với đa số tăng vào ngày 5 tháng 5 năm 2016. Ông đã từng là phó lãnh đạo của nhóm Bảo thủ trong Hội đồng và là Chủ tịch Hiệp hội Bảo thủ Preston.  Ông đã không thành công trong vai trò ứng cử viên bảo thủ trong bộ phận Preston West trong cuộc bầu cử Hội đồng Hạt Lancashire năm 2013 và 2017.

## Đời tư
Moore sống ở Southport. Ông là người đồng tính công khai.